# تایتان ها (مجموعه تلویزیونی)
تایتان ها(به انگلیسی: Titans(TV series)) یک مجموعه تلویزیونی آمریکایی است  که توسط چارلز پرت جونیور ساخته شد و از ۴ اکتبر تا ١٨ دسامبر ٢٠٠٠ از شبکه ان بی سی پخش شد. فیلم تایتان ها برای سیزده قسمت فیلمبرداری شده بود که یازده قسمت آن  به نمایش درآمد.  این سریال که توسط آرون اسپلینگ تهیه شده بود، در ابتدای کار خود  به عنوان یک سلسله برای هزاره جدید به بازار عرضه شد، که سعی در تقلید از سبک سری موفق سریال قبلی  اسپلینگ داشت. اما در نهایت  رتبه پایین این سریال و عدم استقبال مخاطبان  باعث شد شبکه ان بی سی سریال را قبل از اتمام فصل اول لغو کند.

## خلاصه داستان
ریچارد ویلیامز ( پری کینگ ) اشراف زاده هوانورد است. او با هدر ( یاسمین بلیت )که چندین سال  از او  جوانتر است،  نامزد کرده است.  او نمی‌داند که هدر  قبلاً با پسرش چندلر ( کاسپر ون دین ) که او هم  یک خلبان است، رابطه داشته است. چندلر چندان  مطمئن نیست که آیا باید این موضوع  راکه مدتی پیش رخ داده  برای پدرش فاش کند یا خیر. در همین حال چندلر متوجه می شود که هدر از او  باردار است. همسر سابق ریچارد، گوئن ( ویکتوریا پرینسیپال )، با دیدن هدر که به خانه ریچارد می رود  درگیر می شود. هدر بالاخره بت ریچارد  ازدواج می‌کند ، برادر مکر چندلر، پیتر ( جان بارومن ) از رابطه ای که او با چندلر مدتی پیش داشته مطلع می شود.

## قالب

بازیگران تایتان ها (از چپ به راست: بارومن، پرینسیپال، بوگوش، ون دین، دیویس، کینگ

### بازیگران اصلی
- یاسمین بلیث در نقش هدر لین ویلیامز، همسر دوم ریچارد و معشوقه چندلر [۱]
- کاسپر ون دین در نقش چندلر ویلیامز، پسر طلایی خانواده ویلیامز و خلبان  سابق جنگنده های  نیروی دریایی ؛ معشوقه  هدر[۱]
- پری کینگ در نقش ریچارد ویلیامز (قسمت‌های ١-۵) ، پدر سالار خانواده ویلیامز ، مردی جسور که شرکت‌های جهانی ویلیامز را با مشت های  آهنین خود اداره می‌کند.[۱]
- ویکتوریا پرینسیپال در نقش  گوندولین «گوئن» ویلیامز، همسر سابق ریچارد ویلیامز  و مادر چهار فرزند او. او صاحب یک کازینو، پالس و یک هتل زنجیره ای بزرگ است. خانه گوئن در مقابل عمارت ریچارد است و از نامزد جدید ریچارد، هدر متنفر است.[۱]
- جان بارومن در نقش پیتر ویلیامز،فرزند دیگر  ریچارد و گوئن.[۱]
- الیزابت بوگوش در نقش جنیفر "جنی" ویلیامز، دختر ریچارد ویلیامز و گوئن.[۱]
- جوزی دیویس در نقش لورن "لوری" ویلیامز، دختر دیگر ریچارد ویلیامز  و گوئن .[۱]
- لوردس بندیکتو در نقش سامانتا سانچز، دستیار اجرایی و معاون  ریچارد و دختر خدمتکار سابق خانواده ویلیامز.[۱]
- جیسون جورج در نقش اسکات لیتلتون.[۱]
- جک واگنر در نقش جک ویلیامز، برادر ریچارد (قسمت های ٢، ۶-١٣) [۲]
- اینگو رادماچر در نقش دیوید اوکانر (قسمت‌های ۲ تا ۱۳)
- کوین زگرز در نقش اتان بنچلی (قسمت های ٣-١٣) [۲]

### بازیگران دوره ای
- کیتی استوارت در نقش فایت
- میشل هولگیت در نقش حوا

## قسمت ها
| قسمت ها                                  | انتشار در آمریکا                                 | کارگردان ها       | نوشته‌شده توسط     | تعداد بیننده    |
| ---------------------------------------- | ------------------------------------------------ | ----------------- | ----------------- | --------------- |
| خلبان                                    | ۴ ۲۰۰۰                                           | چارلز کورل        | چارلز پرات جونیور | ۶.١١ میلیون نفر |
| تقاطع ناکار آمدی                         | ۱۱ اکتبر ۲۰۰۰                                    | چارلز کورل        | چارلز پرات جونیور | ٨.٢ میلیون نفر  |
| حدس بزنید به چه کسی برای شام خوش می گذرد | خطای عبارت: نویسه نقطه‌گذاری شناخته نشده «۱» ۲۰۰۰ | چیپ چالمرز        | داگلاس اشتاینبرگ  | ٧٣.۶ میلیون نفر |
| هدر طوفانی                               | خطای عبارت: نویسه نقطه‌گذاری شناخته نشده «۲» ۲۰۰۰ | مایکل لانگ        | آنتوانت استلا     | ۵.٧ میلیون نفر  |
| کسب و کار سرزنده                         | خطای عبارت: نویسه نقطه‌گذاری شناخته نشده «۱» ۲۰۰۰ | چارلز کورل        | تایلر بنسینگر     | ٧.٢٣ میلیون نفر |
| ویل هانتینگ بد                           | خطای عبارت: نویسه نقطه‌گذاری شناخته نشده «۸» ۲۰۰۰ | مایکل زینبرگ      | چارلز پرات جونیور | ۵.٨ میلیون نفر  |
| سرگردان بین دو مادر                      | خطای عبارت: نویسه نقطه‌گذاری شناخته نشده «۱» ۲۰۰۰ | جوئل جی. فایگنبام | بری اوبراین       | _               |
| نا امیدانه به دنبال هدر                  | خطای عبارت: نویسه نقطه‌گذاری شناخته نشده «۲» ۲۰۰۰ | چارلز کورل        | لوری زرور         | _               |
| رازها                                    | ۴ ۲۰۰۰                                           | کلی دامسکی        | داگلاس اشتاینبرگ  | ۶.۵ میلیون نفر  |
| فرشتگانی باذهن کثیف                      | خطای عبارت: نویسه نقطه‌گذاری شناخته نشده «۱» ۲۰۰۰ | چارلز کورل        | چارلز پرات جونیور | ۵.۴٨ میلیون نفر |
| بازپرداخت عوضی است                       | خطای عبارت: نویسه نقطه‌گذاری شناخته نشده «۱» ۲۰۰۰ | جوانآ کرنز        | تایلر بنسینگر     | _               |
| او برای تسخیر خم می شود                  | ( )                                              | آنسون ویلیامز     | آنتوانت استلا     | _               |
| یک نفر شرور از این طرف می آید            | ( )                                              | رابرت جی متویر    | بری اوبراین       | _               |

## پخش سریال
تایتان ها، در روز چهارشنبه، ۴ اکتبر ٢٠٠٠، قبل از پخش فصل دوم سریال بال غربی (مجموعه تلویزیونی) به نمایش درآمد. این فیلم در همان شب اول پخش ١١.۶  میلیون بیننده جذب کرد و آمار جمعیتی فیلم را  شبکه ان بی سی  طی ساعات اولیه روز بعد ارائه کرد،  اما رتبه بندی قسمت های دوم و سوم سریال، به‌طور قابل توجهی کاهش یافت.   مطابق انتظار سازندگان فیلم آنها برای قسمت های بعدی دوباره صعود کردند،  و به حد نصاب  ٨.۵ میلیون بیننده برای قسمت ششم دست یافتند .  در همین زمان، شبکه ان بی سی ساخت  چهار قسمت اضافی را به تهیه کننده سریال سفارش داد. به‌طور کلی سریال تایتان ها  در هشت هفته ابتدایی پخش خود به‌طور متوسط ٨ میلیون بیننده داشت و در مجموع در رتبه ٨٣ از حیث داشتن بیننده قرار گرفت.
سریال تایتان ها برای  قسمت نهم خود در ۴ دسامبر ٢٠٠٠ به  روز دوشنبه‌ منتقل شد و جایگاه زمانی را که قبلاً توسط سریال های   طنز کنسل شده دادیو و تاکر برگزار می‌شد، تصاحب کرد. ادی ، یک سریال  درام که  با تایتان ها  اکران شده بود و همچنین از کاهش بیننده و  رتبه‌بندی  خود بین سریال ها رنج می‌برد، به جایگاه خالی روز چهارشنبه رفت. در حالی که سریال  ادی به مرور  شاهد بهبود رتبه‌بندی خود  بود،  تایتان ها  تنها ۶.۶ میلیون بیننده را برای اولین روز پخش خود در روز دوشنبه جذب کرد و روز بعد با اعلام اینکه شبکه ان بی سی قسمت‌های اضافی دیگری  را سفارش نمی‌دهد، عملاً لغو شد. اگرچه انتظار می‌رفت که چهار قسمت باقی‌مانده این سریال پخش شود،  تنها دو قسمت دیگر در ایالات متحده پخش شد که آخرین آن در ١٨ دسامبر ٢٠٠٠ بود.

## نقد
جان کیزوتر از  روزنامه سینسیناتی انکوایرر این سریال را "یک سریال آبکی بدون اندیشه  درباره افراد ثروتمند کثیف و غیر اخلاقی" نامید، اما وی اضافه کرد: "آنقدر که می‌خواستم از سریال  تایتان‌ها متنفر و خشمگین باشم، نمی‌توانستم تماشای آن را متوقف کنم. او سپس در نقد های تند خود گفت : شاید آقای اسپلینگ و دوستش آقای وینسنت سلسله را دوباره اختراع کرده باشند و یک جوان بدون  پیراهن برای هزاره جدید آفریده باشند. »  دیوید زوراویک از روزنامه  بالتیمور سان این سریال را «به‌طور خیره‌کننده بدو ضعیف» توصیف کرد و از پرینسیپال به عنوان « تنها نقطه قوت و لطف نجات‌بخش در سریال» نام برد. فیل گالو از مجله ورایتی بازی چشم نواز بلیث و دیویس را به عنوان "بسیار قابل تماشا" از بازی دیگران متمایز کرد. با وجود رتبه‌بندی پایین سریال کریستن بالدوین از مجله انترتینمنت ویکلی لغو نمایش آن را "یک اشتباه بسیار زشت" خواند و آماری را نشان داد که بینندگان این سریال  در طول زمان افزایش خواهند یافت. باب فلود، مدیر خرید تبلیغات رسانه‌ای، شبکه ان بی سی  پس از لغو نمایش در روزنامه  ورایتی اعتراف کرد : «ما فکر می‌کردیم  سریال تایتان‌ها بهتر و حرفه ای تر  از آن چیزی باشد که به نظر می‌رسید.» 